# Каспар Ґулинський
Каспар Ґулинський, гербу Боньча, (лат. Caspar (Kasper) Guliński), (1550, Львів — 1619, Львів) — львівський міщанин, член колегії сорока мужів (1582-1584), лавник (1584—1590), міський райця (1590—1619) та бурмистр (1590, 1592, 1594, 1599, 1600, 1607). Війт Львова в 1588р.